# Anahawan
Anahawan è una municipalità di quinta classe delle Filippine, situata nella provincia di Leyte Meridionale, nella regione di Visayas Orientale.
Anahawan è formata da 14 barangay:
- Amagusan
- Calintaan
- Canlabian
- Capacuhan
- Cogon
- Kagingkingan
- Lewing
- Lo-ok
- Mahalo
- Mainit
- Manigawong
- Poblacion
- San Vicente
- Tagup-on